# Azovușka
Azovușka este spiritul Mării Azov în mitologia slavă. Este fiica lui Svarog și a Mamei Sva, și soția lui Veres. Locuiește împreună cu acesta pe insula Buian, insulă mitică unde se spunea că se află Paradisul.